# Geeste, Emsland
Geeste là một đô thị thuộc huyện Emsland trong bang Niedersachsen của Đức.
Các khu vực dân cư thuộc đô thị Geeste:
|  | 1. Bramhar 2. Dalum 3. Geeste 4. Groß Hesepe 5. Klein Hesepe 6. Osterbrock 7. Varloh |